# Никольский (станция)
Нико́льский — железнодорожная станция Приволжской железной дороги на
линии Ртищево — Саратов (линия электрифицирована). Расположена в Татищевском районе Саратовской области. Через станцию осуществляются пригородние пассажирские перевозки на Аткарск, Лопуховку, Ртищево, Анисовку, Саратов, Салтыковку.
На станции осуществляется продажа пассажирских билетов.

## История
Открыта в 1894 году как станция линии Тамбов — Саратов.